# Macari d'Antioquia
Macari d'Antioquia (en llatí Macarius, en grec antic Μακάδριος) va ser patriarca d'Antioquia al segle vii. Era seguidor de la doctrina monotelita.
Va assistir al Tercer Concili de Constantinoble (680-681) on va proclamar les seves creences, afirmant que la naturalesa de Crist era «la d'un Déu-home» (Δεανδρικήν,) i al no renunciar, després de declarar que preferia ser esquarterat a renegar de les seves creences, va ser deposat i desterrat.
Va escriure Ἔκθεσις ῎ητοι ὁμολογία πιστεως, Expositio sive Confessio Fidei, Προσφωνητικὸς πρὸς βασιλέα λόγς, Hortatorius ad Imperatorem Sermo, i Λογος ἀποσταλεὶς Λουκᾷ πρεσβυτέρῳ καὶ μοναχῷ τῷ ἐν Ἀφρικῇ, Liber ad Lucam Presbyterumn et Monachum in Africa missus. Fabricius l'inclou a la Bibliotheca Graeca.
No s'ha de confondre amb Macari l'Armeni, que també va ser patriarca d'Antioquia i va morir exiliat a Gant, a principis del segle xi.